# Museo de Jonuta Prof. Omar Huerta Escalante
El Museo Arqueológico de Jonuta «Prof. Omar Huerta Escalante» se localiza en la ciudad de Jonuta, en el estado de Tabasco, México, y se inauguró el 28 de febrero de 1985 con el propósito de proteger y exhibir piezas arqueológicas de la cultura maya encontradas en el municipio.
Este recinto que después de una remodelación, reabrió sus puertas el 14 de septiembre de 2011, contiene una de las más importantes colecciones arqueológicas de Tabasco, reunidas por el profesor Omar Huerta Escalante, promotor del patrimonio maya a nivel estatal.

## El museo
Este museo fue inaugurado el 28 de febrero de 1985, y reinaugurado el 14 de septiembre de 2011 con una museografía más moderna y un mayor número de piezas, y se localiza en la ciudad de Jonuta. El museo resguarda un total de 2 528 piezas procedentes de las diversas culturas mesoamericanas que se asentaron en el municipio, entre las que destacan 986 piezas que forman parte de la colección de objetos de la cultura maya que pertenecieron al Profr. Omar Huerta Escalante.
El edificio consta de dos plantas, en las que se localizan una sala de historia arqueológica y otra de exposiciones temporales.
El acervo de este museo está conformado principalmente por objetos de barro, como vasos, platos, ollas, artículos ornamentales e instrumentos musicales entre los que se encuentran silbatos, ocarinas, sonajas y flautas de diversas formas, que fueron elaboradas por los artesanos mayas que habitaron el territorio del municipio de Jonuta, quienes representaron en las imágenes a hombres, mujeres, niños, animales, seres fantásticos, dioses y chamanes. y que provienen en su mayoría de la antigua ciudad maya de Ho-noch-tah (Xonuta), de la que solo sobrevive su pirámide principal que es un montículo de arcilla compactada de 30 m de altura localizada en el centro de la ciudad actual.
También se exhiben vasijas esgrafiadas y estelas de piedra, así como objetos ornamentales en hueso y concha. Algunos de estos objetos provienen del centro y costa del Golfo de México y de las tierras altas mayas.
Completan la colección del museo, piezas de la intervención francesa ocurrida en el municipio entre 1863 y 1866, la revolución y utensilios del siglo XIX y principios del XX

## Ubicación
El Museo Arqueológico de Jonuta, se encuentra ubicado en la calle Benito Juárez, esquina Nicolás Bravo s/n, colonia Centro, en la ciudad de Jonuta, Tabasco, a 145 km de la ciudad de Villahermosa, la capital del estado.
Para llegar desde la ciudad de Villahermosa, se puede tomar la carretera federal No. 186 Villahermosa - Escárcega, hasta el km 101 en donde se localiza el entronque de la carrera hacia la ciudad de Jonuta, a la que se llega después de 44 km . 
Los horarios de visita son de lunes a viernes de 8:30 a 18:00; sábados y domingos de 8:00 a 13:00. La entrada es libre.